# Myrtiá (Héraklion)
Pour les articles homonymes, voir Myrtiá.
Myrtiá, en grec moderne : Μυρτιά, est un village du dème d'Archánes-Asteroússia, dans le district régional de Héraklion, de la Crète, en Grèce. Selon le recensement de 2011, la population de Myrtiá compte 560 habitants.
Le village est situé à une altitude de 365 mètres et à une distance de 15 km de Héraklion. Au Xe siècle, il est appelé Varvári (en grec moderne : Βαρβάροι). En 1583, il est mentionné dans le recensement de Castrofilaca sous le nom de   Varvarus, avec 36 familles.